# Feierabendweg (Bremen)

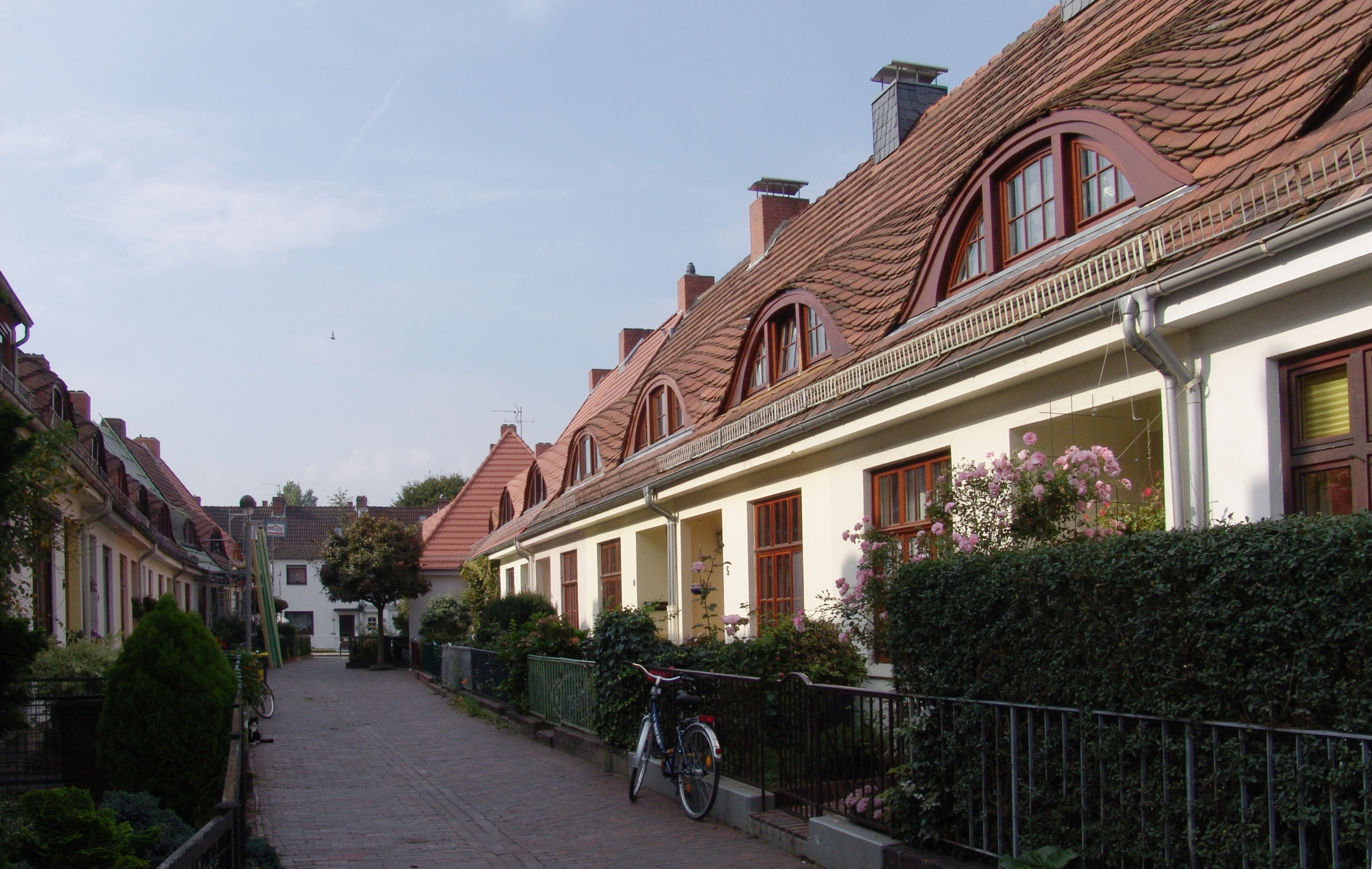
Der Gartengang Feierabendweg

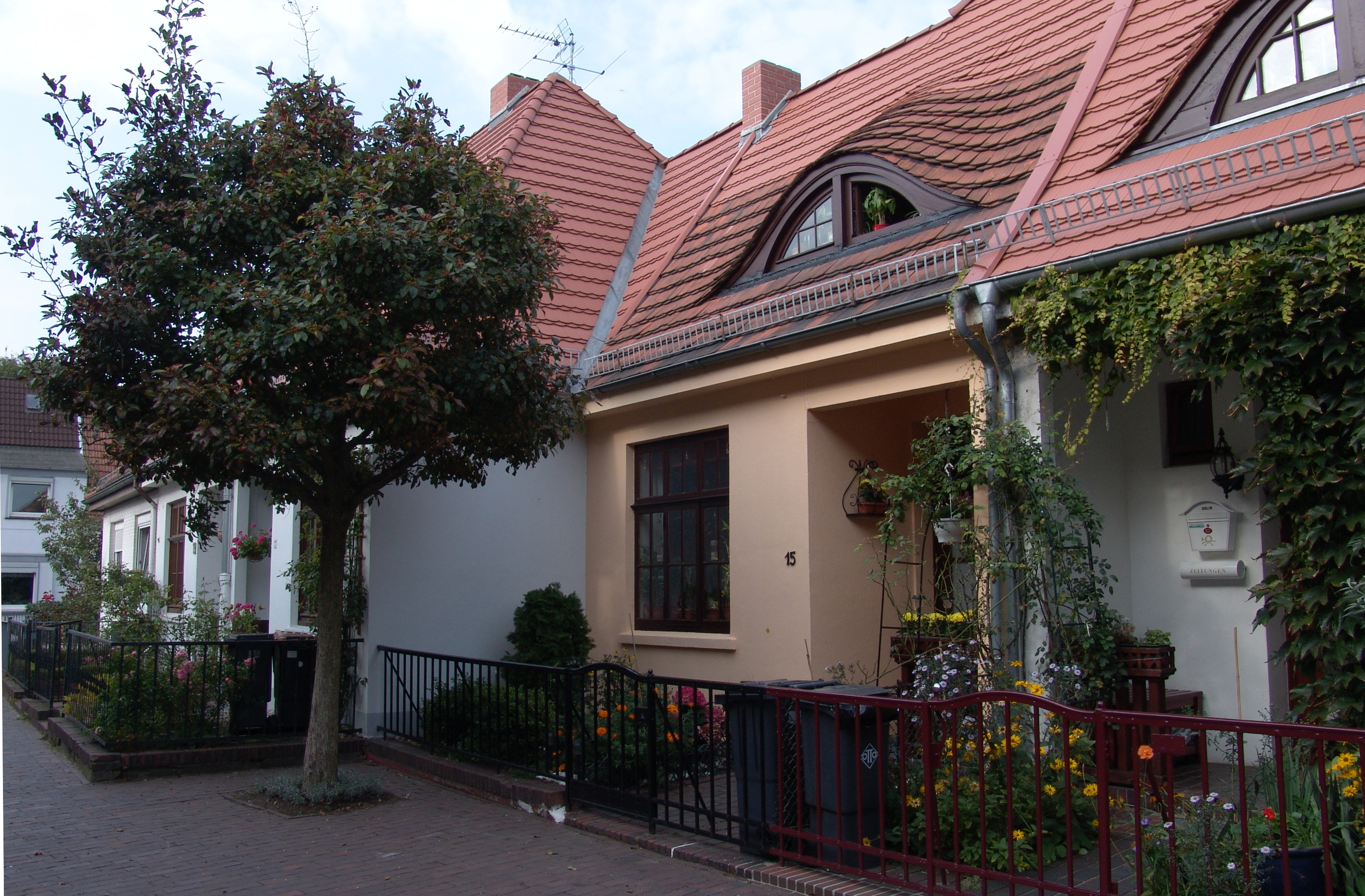
Der Versatz in der Baulinie der nordwestlichen Reihe bildet einen kleinen Platz mit öffentlichem Grün.

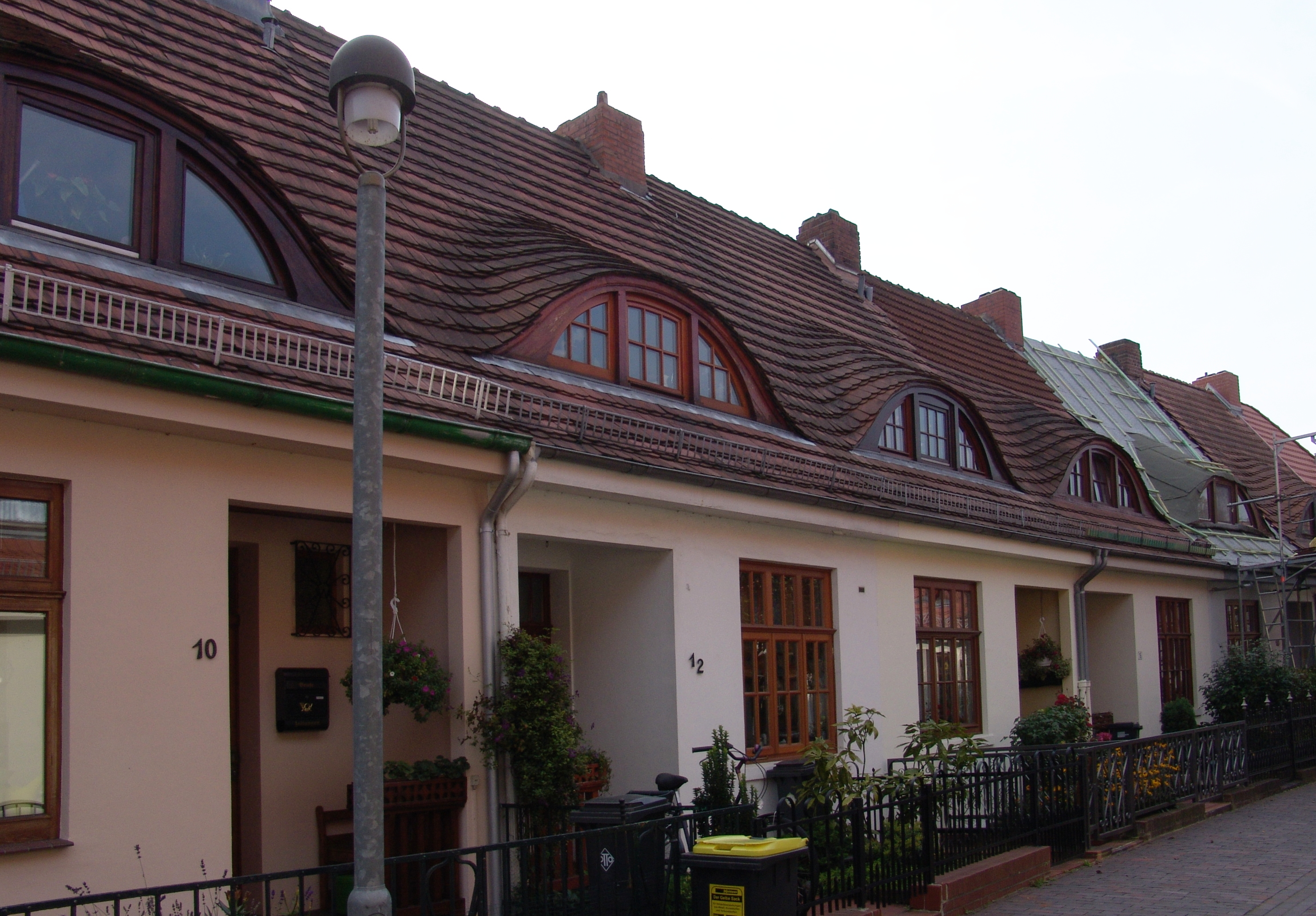
Reihenhäuser

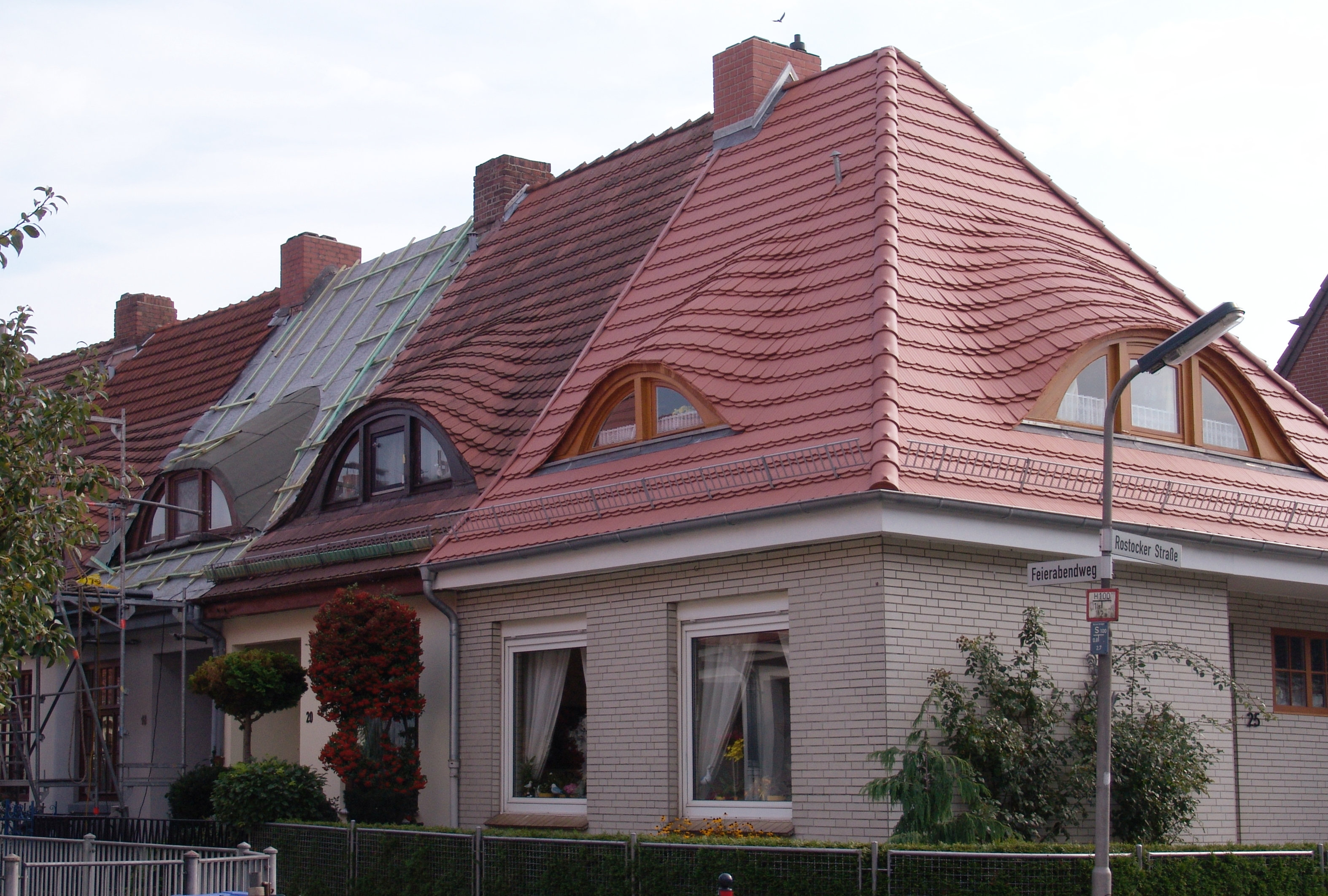
Endhaus

Die Siedlung Feierabendweg ist eine 1914 errichtete Reihenhausanlage mit 22 Wohnhäusern im Bremer Stadtteil Gröpelingen, Ortsteil Ohlenhof. Sie ist die erste Gartengang-Siedlung in Bremen. 
Die Denkmalgruppe steht seit 1973 unter Denkmalschutz.

## Rechtsgrundlage für Gartengänge
Das Bremer Gesetz über den Bau von Kleinhäusern vom Juli 1913 änderte bestehende Bauvorschriften. Dadurch wurde erlaubt, Einfamilienhäuser mit nur einem Vollgeschoss durch im Gesetz Gartengang genannte Wohnwege mit verminderten Anforderungen an Breite und Ausführung zu erschließen. Außerdem wurden technische Anforderungen (z. B. Konstruktion der Brandwände) für diese Bauweise vermindert.
Das Bremer Gesetz wurde in der Fachwelt – besonders der Gartenstadtbewegung – als erstes deutsches Bauerleichterungsgesetz für Kleinhäuser und als Markstein der städtebaulichen Entwicklung aufgenommen. Entsprechende Gesetze folgten in Sachsen, Baden, Hessen und Preußen. Vermutlich ist der Feierabendweg der erste Gartengang in Deutschland.

### Motivation
Ziel dieser Regelung war, besonders in von der Arbeiterschaft bewohnten Bereichen das Bremer Einfamilienhaus als Alternative zu mehrgeschossigen Häusern mit Kleinwohnungen zu erhalten, um die Gesundheit der Bevölkerung zu fördern. Zugleich sollte die Finanzierbarkeit des Wohnungsbaus verbessert werden. Durch die verminderten Anforderungen wurden die Baukosten um geschätzt 12 % gesenkt. Ein gemeinnütziger Hypotheken- und Treuhandverein vermittelte die Finanzierung.

## Planung und Ausführung
Adolf Muesmann regte als Städtebaumeister der Bremer Senatsverwaltung das Kleinhausgesetz an und entwarf die Feierabendsiedlung. Er plante die Anwendung von zwei Grundriss-Typen. Der vom Bauherrn Gemeinnütziger Bremer Bauverein mit der Ausführung beauftragte Architekt Wilhelm Jänicke beschränkte den Entwurf auf einen Typ und verminderte die Hausbreite um 12 cm. 
Der Weg Feierabendweg ist drei Meter breit, 65 Meter lang und verbindet in einem leichten Bogen die Lupinenstraße im Nordosten mit der Rostocker Straße im Südwesten. Auf beiden Seiten des Weges steht eine Hausreihe. Der Grundriss ist einheitlich, bei benachbarten Häuser jeweils spiegelbildlich. Das Erdgeschoss mit 5,13 m Breite und 8 m Tiefe bietet Raum für zwei Wohnzimmer und die Küche. Zwei Schlafräume und das Bad befinden sich im ausgebauten Dachgeschoss. Die Außenansicht wird durch einen kleinen Vorgarten, einen offenen Windfang und das (ursprünglich einheitliche) Dach mit Fledermausgauben und Biberschwanzdeckung geprägt. 
Der Grundriss der Endhäuser weicht von dem Muster ab. Der Zugang liegt dort an der Giebelseite. Die Adresse ist Lupinenstraße bzw. Rostocker Straße.
Auf der Gartenseite wurden viele Häuser nachträglich durch Erweiterungsbauten verändert. Auch auf der Schauseite gibt es Veränderungen: Die Einheitlichkeit der Dachdeckung wurde nicht durchgehalten, Fledermausgauben wurden durch Schleppgauben ersetzt und das nordöstliche Endhaus wurde so stark verändert, dass der ursprüngliche Entwurf kaum noch erkennbar ist.